# Viktigt meddelande till allmänheten

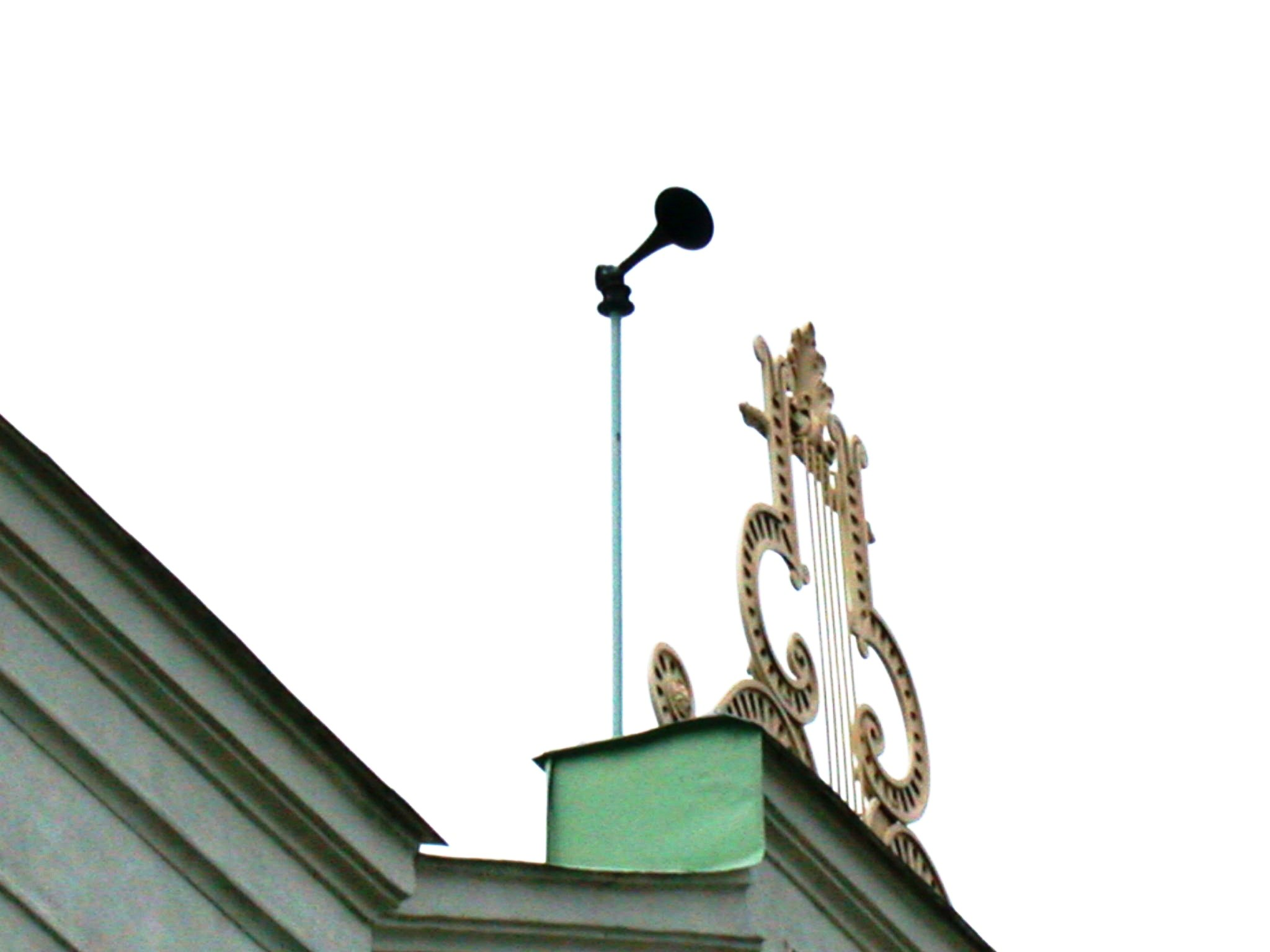
Svensk tyfon för VMA

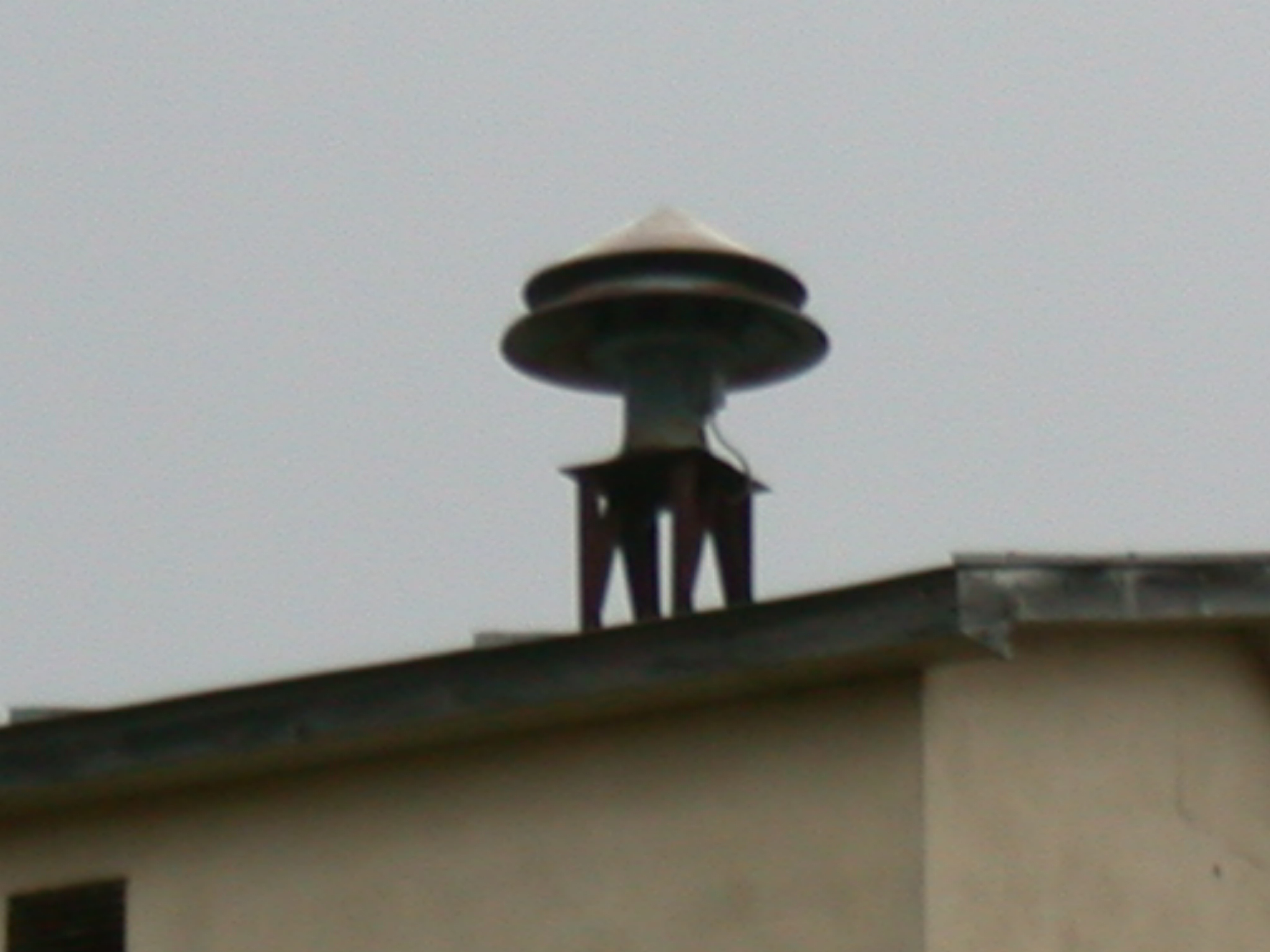
Svensk starktonssiren för VMA

Viktigt meddelande till allmänheten, VMA, i Finland kallad nödunderrättelse, är ett varnings- och informationssystem, som dels utgörs av utomhuslarm, dels av meddelande i radio och TV. I en del länder kan man även använda sig av högtalarsystem eller högtalarförsedda fordon för att nå ut med meddelanden till berörda. Signalen kan avgränsas geografiskt till just det område där faran finns. Signalen kan användas för att varna för akuta hotsituationer som krig, allvarliga bränder, gasutsläpp, akuta hot mot vattenförsörjning, med mera. Vanligen används larmanordningarna i både krig och fred.

## EU
Inom EU måste det finnas system för att varna allmänheten enligt EU-direktiv 82/501/EEG, som utfärdades efter Sevesokatastrofen.

### Belgien
I Belgien brukade ett hörbart test av det nationella varningssystemet göras den första torsdagen i varje trimester (var tredje månad). Varje dag gjordes tester, dessa dock inte hörbara av det mänskliga örat.
Den 4 oktober 2018 gjordes sista testet av varningssystemet innan det stängdes ner. Sirener finns kvar vid kärnkraftverk men inga tester görs. Den officiella rekommendationen är att prenumerera på BE-Alert, ett system som skickar ut information via SMS, mobilsamtal eller email.

### Danmark

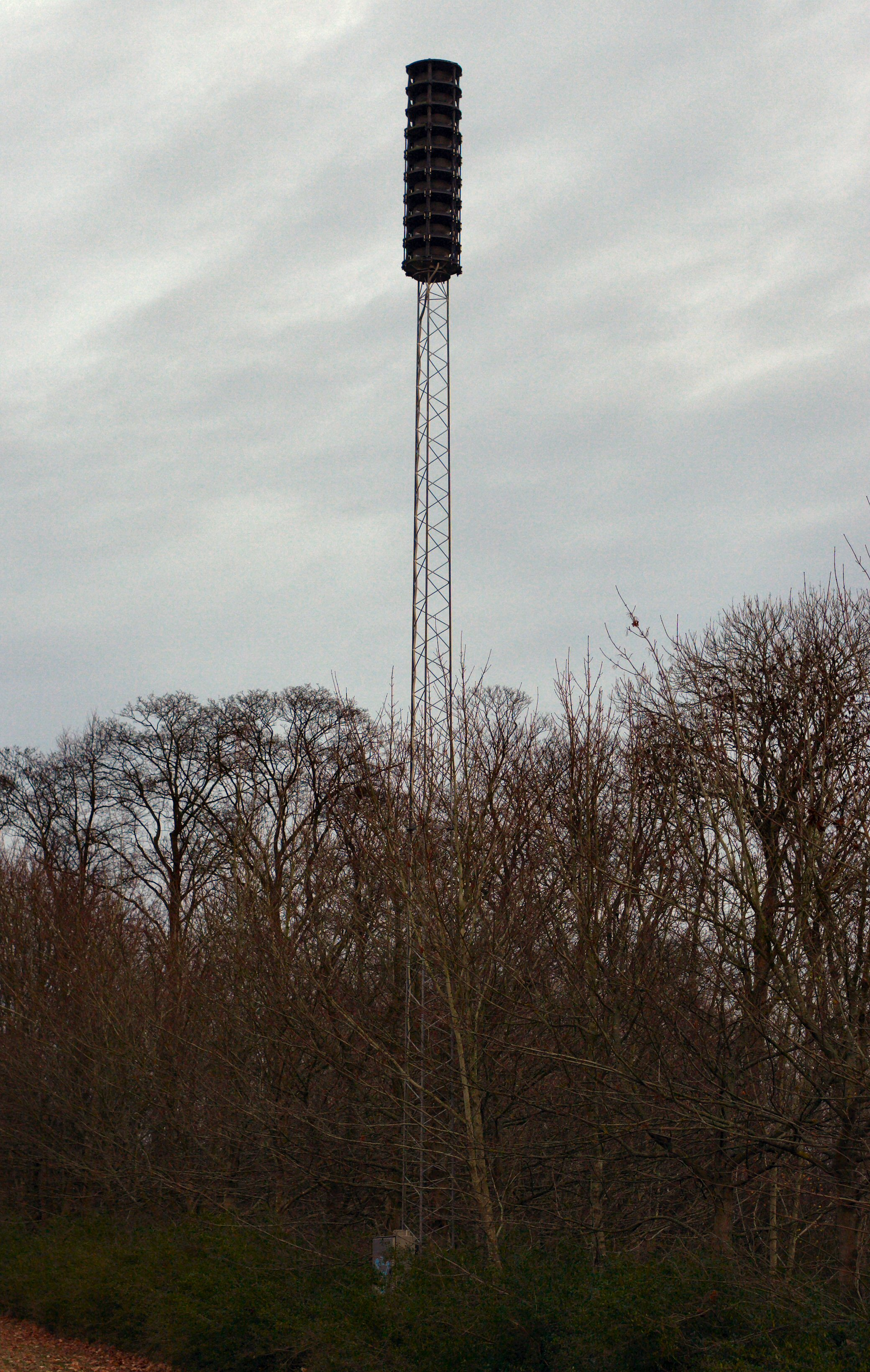
Dansk varningssirén

I Danmark aktiveras VMA av polisen, vanligen på order av Räddningstjänsten, men systemet administreras och underhålls av Beredskabsstyrelsen. Sirenerna är elektroniska och funktionskontrolleras dels varje natt ljudlöst, dels en gång per år, den första onsdagen i maj kl 12.00 för att säkerställa att befolkningen inte glömmer signalerna och deras betydelse. Fram till 24 november 1993 prövades sirenerna med ljud en gång i veckan, eftersom de ursprungliga sirenerna var mekaniska och inte kunde prövas ljudlöst. Från juni 1951 till april 1967 skedde dessa tester varje lördag kl 12.00, mellan 1967 och 1993 varje onsdag kl. 12.00.

### Finland
I svenskspråkig lagtext i Finland kallas meddelandena för nödunderrättelser, vilka är en underkategori av myndighetsmeddelanden.

### Nederländerna

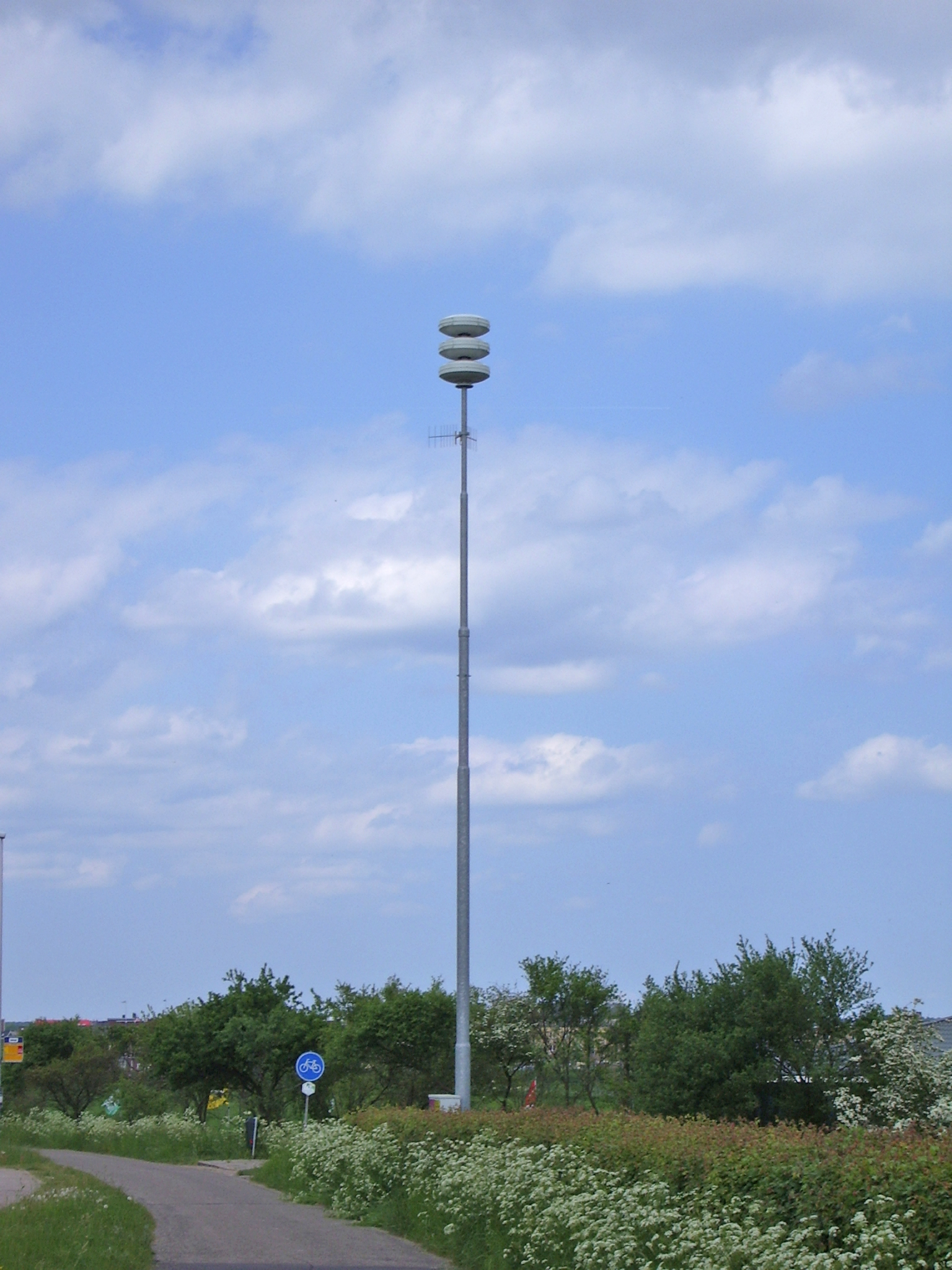
En nederländsk WAS-station

Nederländernas system för VMA kallas waarschuwings- en alarmeringssysteem, WAS, och består av 4275 sirener, som kan kopplas in tillsammans eller oberoende av varandra. Sirenerna är trådlöst manövrerade från den lokala brandkåren. Varningssystemets testas med ljud den första måndagen i månaden klockan 12.00. Då larmet ljuder skall befolkningen gå inomhus, stänga dörrar och fönster och lyssna till den så kallade katastrofradion, vilken sänder över lokalradions frekvenser. De nederländska myndigheterna undersöker möjligheterna att utvidga larmsändningar med hjälp av SMS eller liknande mobilteknik.

#### Katastrofradion
Nedan visas en lista över den nederländska katastrofradion (rampenzender) med stationer, sändarplatser och frekvenser.
| Radiostation      | Stationsplats | Frekvens (MHz) |
| ----------------- | ------------- | -------------- |
| Omroep Fryslân    | Inrsum        | 92,2           |
| RTV Noord         | Hoogezand     | 97,5           |
| RTV Drenthe       | Smilde        | 90,8           |
|                   | Emmen         | 99,3           |
| RTV Oost          | Losser        | 89,4           |
|                   | Zwollekerspel | 99,4           |
|                   | Deventer      | 97,4           |
| Omroep Gelderland | Arnhem        | 88,9           |
|                   | Ugchelen      | 103,5          |
|                   | Ruurlo        | 90,4           |
|                   | Megen         | 89,1           |
| RTV Utrecht       | Lopik         | 93,1           |
|                   | Rhenen        | 97,9           |
| Omroep Flevoland  | Lelystad      | 89,8           |
| RTV Noord-Holland | Amsterdam     | 88,9           |
|                   | Hilversum     | 88,7           |
|                   | Wieringermeer | 93,9           |
| West              | Rotterdam     | 89,0           |
|                   | Den Haag      | 89,3           |
| RTV Rijnmond      | Rotterdam     | 93,4           |
| Omroep Zeeland    | Goes          | 87,9           |
|                   | Vlissingen    | 98,4           |
| Omroep Brabant    | Roosendaal    | 91,0           |
|                   | Loon op Zand  | 91,9           |
|                   | Megen         | 95,8           |
|                   | Mierlo        | 87,6           |
| L1 Radio          | Roermond      | 100,3          |
|                   | Hulsberg      | 95,3           |

### Sverige
De flesta larmanordningarna är tyfoner som drivs med tryckluft, till skillnad från de flesta andra länder som huvudsakligen har motorsirener. Man valde tyfoner för att de även skall fungera vid strömavbrott.
Signalen Viktigt meddelande testas fyra gånger per år. Information ges i Sveriges Radios samtliga radiokanaler strax före detta klockslag och när provet är avslutat.
Det finns flera typer av signaler:
- Beredskapslarm tillämpas när regeringen anser att det är fara för krig. Signalen består av 30 sekunder ton och 15 sekunder tystnad i 5 minuter.
- Flyglarm tillämpas när regeringen eller Försvarsmakten bedömer att landet kommer att attackeras från luften, med flygplan eller andra typer av vapen. Signalen består av korta signaler i 1 minut.
- Viktigt meddelande till allmänheten tillämpas vid faror som gasutsläpp, giftig brandrök etc. Signalen består av 7 sekunder ton och 14 sekunder tystnad i minst 2 minuter.
- Faran över ges efter VMA och samtliga andra signaler när faran är över. Signalen är en 30-40 sekunder lång signal.

## Övriga länder

### Australien

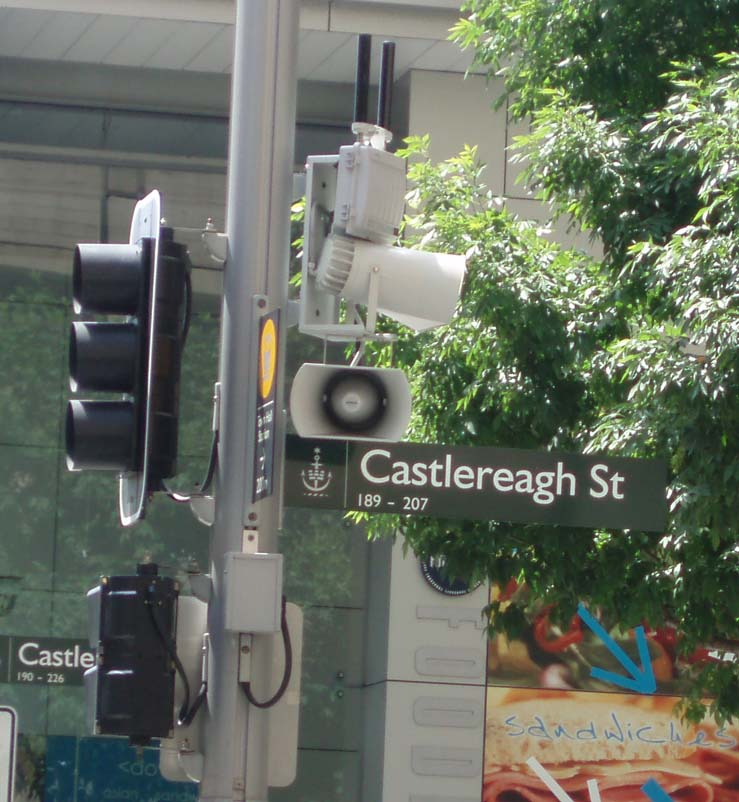
Siren- och högtalarsystemet i Sydney.

I de centrala delarna av Sydneys affärsdistrikt sattes till 2007 års APEC-konferens ett kombinerat siren- och högtalarsystem upp. I övrigt har landet mindre typer av sirener (Model 5, Model A), vanligen installerade på brandstationer. De används också på badstränder för att varna för hajar. När larmet går måste alla lämna vattnet omgående. Alarm används också vid fängelser för att varna vid rymningar.

### Schweiz
Schweiz har för närvarande cirka 7750 mobila och fasta signalanordningar som täcker ca 99 procent av befolkningen. Därutöver finns 750 installationer i närheten av dammanläggningar. Båda systemen testas den första onsdagen i februari varje år. Befolkningen informeras av media innan testerna genomföres.

### USA

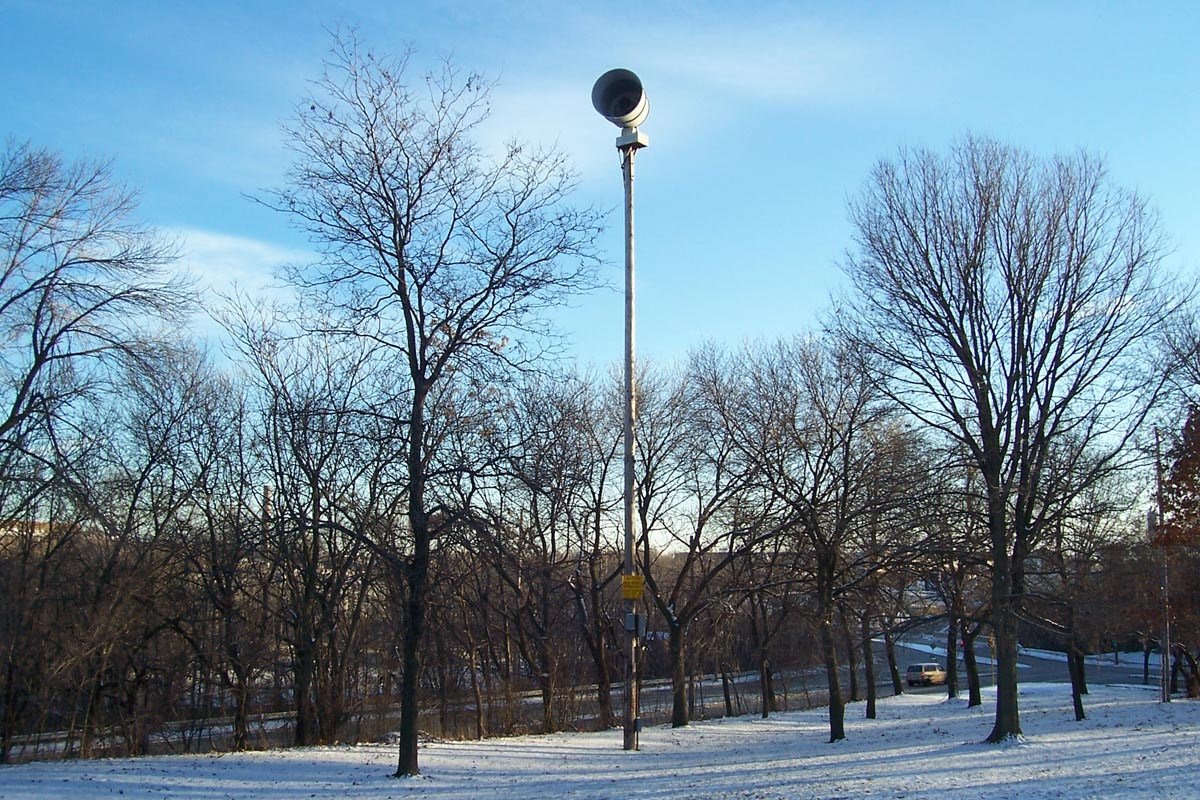
En amerikansk signalanordning för EAS

Merparten av amerikanska VMA sänds via varningssystemet Emergency Alert System, EAS. Systemet kan aktiveras av nationella, regionala eller lokala myndigheter som polis, räddningstjänst, meteorologiska eller andra myndigheter. EAS används typiskt vid oförutsedda händelser som en tornado, jordbävningar eller farliga utsläpp. Den absolut största andelen EAS-varningar genomförs av den nationella vädertjänsten, National Weather Service.
Många delstater använder flyglarmssirenerna för att varna för väderfenomen. Den del av befolkningen som bor nära vissa kärnkraftsinstallationer, till exempel Hanford i Washington har dessutom särskilda radiomottagare där de kan ta emot varningsmeddelanden i det fall något inträffar. Vissa meddelanden sänds även som e-post och SMS.

### Översättningar
Den här artikeln är helt eller delvis baserad på material från danskspråkiga Wikipedia.
Den här artikeln är helt eller delvis baserad på material från engelskspråkiga Wikipedia.
Den här artikeln är helt eller delvis baserad på material från engelskspråkiga Wikipedia.
Den här artikeln är helt eller delvis baserad på material från nederländska Wikipedia.